# Saint-Germain-Laval (Seine-et-Marne)
Saint-Germain-Laval település Franciaországban, Seine-et-Marne megyében. Lakosainak száma 2887 fő (2022. január 1.). Saint-Germain-Laval Courcelles-en-Bassée, Forges, Laval-en-Brie, Marolles-sur-Seine, Montereau-Fault-Yonne és Salins községekkel határos.

## Népesség
A település népessége az elmúlt években az alábbi módon változott:
| Lakosok száma | 2821 | 2801 | 2892 | 2762 | 2732 | 2707 | 2769 | 2828 | 2887 |
|               | 2013 | 2015 | 2016 | 2017 | 2018 | 2019 | 2020 | 2021 | 2022 |